# 公兴搬场
上海公兴搬场简称公兴搬场，是中國上海境內的一家搬家公司，也是上海境內经营规模最大的搬场运输企业。

## 歷史
公兴搬场的創始人刘安宁原本是上海长途汽车运输公司为安置回沪知青成立的公兴路运输车队的工会主席。1980年代末至1990年代初期間，上海的市政建设和开发興起，刘安宁認為做搬场公司肯定能挣钱，於是於1992年7月創辦公兴搬场（上海市长途汽车运输公司上海公兴搬场运输公司）。後來公兴搬场擴大運營領域，並分別於2002年5月和2003年3月，投资成立上海公兴物业保洁有限公司、上海公兴搬场运输公司化运公司。2007年9月，公司更名为上海公兴搬场物流有限公司。